# Olivia Powrie
Olivia "Polly" Powrie, född 9 december 1987 i Auckland, är en nyzeeländsk seglare. Hon tävlar tillsammans med Jo Aleh. I världsmästerskapet i 420-klassen har hon tagit en guldmedalj år 2007 och i 470-klassen har hon tagit en guldmedalj 2013, silvermedaljer 2010, 2014 och 2016 samt en bronsmedalj år 2011. Powrie vann guld i 470-klassen i olympiska sommarspelen 2012 i London. Vid olympiska sommarspelen 2016 i Rio de Janeiro vann hon en silvermedalj i samma klass.